# Murillo de Gállego
Murillo de Gállego là một đô thị ở tỉnh Zaragoza, Aragon, Tây Ban Nha. Theo điều tra dân số 2004 của Viện thống kê Tây Ban Nha (INE), đô thị này có dân số là 182 người. Diện tích đô thị này là 54 ki-lô-mét vuông. Đô thị này nằm ở độ cao 543 m trên mực nước biển.

## Biến động dân số
| 1900  | 1910  | 1930 | 1940 | 1950 | 1960 | 1970 | 1981 | 1986 | 1992 | 1999 | 2004 | 2005 |
| ----- | ----- | ---- | ---- | ---- | ---- | ---- | ---- | ---- | ---- | ---- | ---- | ---- |
| 1.130 | 1.126 | 793  | 686  | 554  | 463  | 339  | 169  | 162  | 149  | 164  | 182  | 179  |